# Internationale Eishockeyregeln
Die Eishockeyregeln sind im offiziellen Regelbuch (engl. Rulebook) der Internationalen Eishockey-Föderation (IIHF), die auch die internationalen Turniere ausrichtet, festgeschrieben. Die Regeln gelten jeweils für 4 Jahre (derzeit von 2018 bis 2022) und werden zur Saison 2022/23 aktualisiert. In diesem Regelbuch gibt es insgesamt sechs Abschnitte, die die Themen Spielfeld, Teams, Spieler und ihre Ausrüstung, Offizielle und ihre Pflichten, Spielregeln, Strafen und Besondere Regeln beschreiben.
In der NHL wird zum Teil von den Vorschriften des IIHF abgewichen. Hier gibt es ein eigenes Regelbuch, das zwar ebenfalls sechs Abschnitte aufweist, die jedoch zum Teil andere Inhalte haben.
Nachfolgend sei ein Überblick über die internationalen Regeln nach der IIHF gegeben:

## Spielfeld

Eishockey-Spielfeld

Das Spielfeld ist eine rechteckige Eisfläche mit einer Länge von 56 bis 61 m und einer Breite von 26 bis 30 m, die Ecken sind mit einem Radius von 7,00 bis 8,50 m abgerundet (Regel 101). Bei offiziellen IIHF-Meisterschaften muss die Länge zwischen 60 und 61 m und die Breite zwischen 29 und 30 m betragen. Umgeben ist das Spielfeld von einer ca. 1,20 m hohen Bande, auf die zum Schutz der Zuschauer (meist) eine Verglasung (Acryl, Polycarbonat oder Plexiglas) aufgesetzt und hinter den Toren zusätzlich ein Fangnetz angebracht ist. Die Tore sind 122 cm hoch und 183 cm breit, die Torstangen sind rot gefärbt. Um das Tor ist ein halbkreisförmiger Torraum markiert.
Das Spielfeld wird in der Länge durch 5 Linien unterteilt (Regel 110): durch zwei 30 cm breite Blaue Linien in 3 gleich große Zonen: die Angriffs-, die Neutrale und die Verteidigungszone (Regel 112). Die Neutrale Zone wird durch die ebenfalls 30 cm breite rote Mittellinie halbiert; mittig auf ihr befindet sich – zentral auf dem Spielfeld – der Anspielpunkt innerhalb des Anspielkreises (auch Bullykreis genannt). Insgesamt gibt es fünf Anspielkreise alle mit einem Radius von 4,5 m, eben jener in der Mitte des Feldes und jeweils zwei in den Verteidigungszonen. Als 4. und 5. Querlinie sind die Torlinien über das gesamte Feld durchgezogen (rot, Breite: 5 cm). Außerhalb der längsseitigen Banden der neutralen Zone befinden sich auf einer Seite die Spielerbänke, gegenüber die Zeitnehmung und die Strafbänke. Im Gegensatz zu vielen anderen Feldsportarten reicht das Spielfeld um die Tore herum. Das Spielfeld ist in der Regel mit Holz- oder Kunststoffwänden umgeben. Seit den Regeländerungen für die Periode 2014–2018 haben sich die internationalen Eishockey der amerikanischen NHL angenähert. Auf den um bis zu 4 Meter kürzeren Spielflächen können nun internationale Spiele stattfinden. In der NHL ist das Spielfeld meist nur ca. 26 m breit und 56 m lang und verfügt über eine andere Verteilung der Spielfeldzonen. Somit ist das Spiel in Nordamerika in der Regel etwas schneller und aggressiver als in Europa.

## Teams, Spieler, Ausrüstung

Spieler auf der Eisfläche (Regel 400)

Eine Mannschaft besteht aus maximal 22 Spielern, davon 20 Feldspielern und 2 Torhüter (Regel 24v). Während eines Spiels dürfen sich höchstens 6 Spieler gleichzeitig auf dem Eis befinden. (Regel 201a) In der Regel bestehen diese aus 5 Feld-Spielern und einem Torwart, in besonderen Situationen wird der Torwart aber auch durch einen sechsten Feldspieler ersetzt. Speziell in Unter- bzw. Überzahlsituationen kann von diesem Schema aber auch abgewichen werden.
Bis ca. 1930 gab es noch einen sechsten Feldspieler auf der „Rover“-Position.
In der Regel wird in Reihen bzw. Blöcken gespielt – das bedeutet, dass Stürmer und Verteidiger möglichst immer mit den gleichen Partnern spielen. Eine optimal besetzte Mannschaft hat vier Verteidigungsreihen (4 × 2 Spieler = 8 Spieler) und vier Sturmreihen (4 × 3 Spieler = 12 Spieler). Dies ergibt dann: 1 Torhüter + 8 Verteidiger + 12 Stürmer + 2 Ersatztorhüter = 23 Spieler. Im jeweiligen Spiel/Turnier darf die Anzahl der gemeldeten Spieler (meist) nur 22 betragen, in manchen Ligen auch nur 20 Spieler.
Ein Team muss einen Kapitän und zwei Assistenten bestimmen. Zur Erkennung tragen sie ein „C“ (Captain) bzw. „A“ (Alternate Captain) auf der Brust. Bis in die 1990er Jahre trugen die Spieler der russischen/sowjetischen Mannschaften alternativ ein kyrillisches „К“ für den Kapitän. Heute wäre dies zwar noch zulässig, wird jedoch nur noch selten genutzt. Der Kapitän oder seine beiden Assistenten dürfen bei Unklarheiten oder Fehlentscheidungen des Schiedsrichters als Einzige den Schiedsrichter nach der Regelauslegung fragen.
Das Auswechseln von Feldspielern ist nicht nur während Spielunterbrechungen möglich, sondern kann auch „fliegend“ erfolgen. In der Regel wechseln die Teams alle 40 bis 100 Sekunden.
Um Verletzungen vorzubeugen, ist eine umfassende Schutzausrüstung vorgeschrieben. Neben einem speziellen Eishockey-Schlittschuh (221) und dem Schläger (Stock; 222) gehören dazu ein Helm (223) mit Helmvisier (in der NHL nicht vorgeschrieben) (224), Handschuhe, Nacken- und Kehlkopfschutz sowie Mund- und Zahnschutz (kann ab dem 18. Lebensjahr weggelassen werden). Daneben gibt es noch einen Schulter- und Brustkorbschutz. Da die Torhüter durch auf sie abgefeuerte Schüsse einer erhöhten Gefahr ausgesetzt sind, haben sie eine besondere Ausrüstung: neben besonderen Torhüter-Schlittschuhen (231) und einem besonderen Stock (232) tragen sie einen Helm mit Gesichtsmaske (234), Beinschoner (235) sowie einen Blockerhandschuh mit Schutzplatte (Stockhandschuh; 233a) und einen Fanghandschuh (233b).

## Schiedsrichter

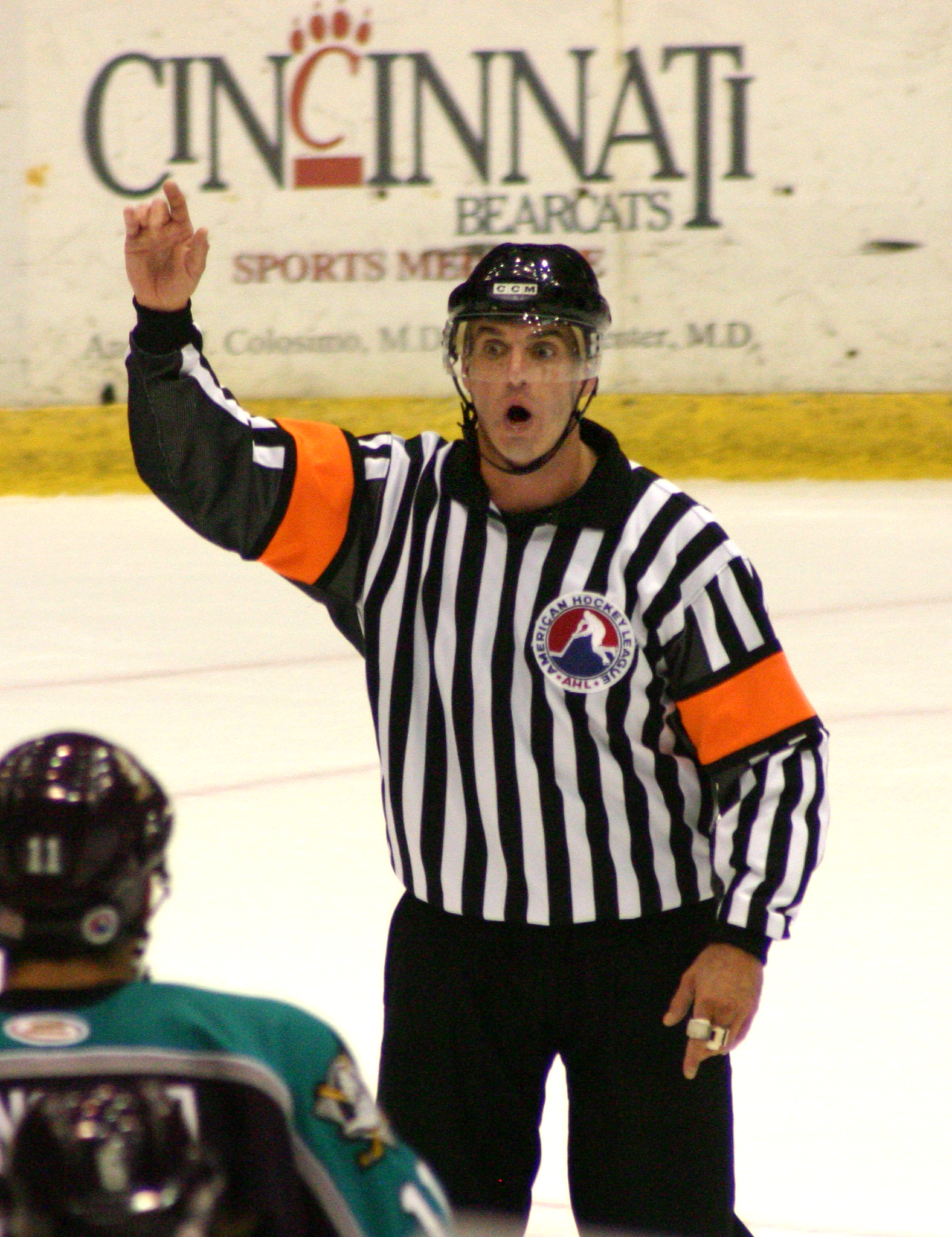
Schiedsrichter in der AHL

Die Schiedsrichter zählen zu den Offiziellen. Diese sind unterteilt in Spiel-Offizielle und Off-Ice-Offizielle.
Die Spiel-Offiziellen bestehen aus zwei Schiedsrichtern (Referees) und zwei Linienrichtern (Linesmen). Sie tragen eine schwarze Hose und schwarz-weiß gestreifte Trikots. Die (Haupt-)Schiedsrichter haben zur Unterscheidung zusätzlich an beiden Oberarmen einen roten Streifen. Die Schiedsrichter haben die allgemeine Aufsicht über das Spiel sowie die Kontrolle über Spieler und Offizielle (312). Die Linienrichter haben die Kontrolle über Linienverstöße (Abseits und Icing; siehe Regeln), übernehmen die Anspiele / Einwürfe und unterstützen die Schiedsrichter (313). Schieds- und Linienrichter haben beim Eishockey einen erheblich größeren Einfluss als beispielsweise beim Fußball. Sie können durch das Aussprechen von Bankstrafen unmittelbar auf das Spielgeschehen einwirken.

Zu den Off-Ice-Offiziellen zählen neben dem Stadionsprecher und dem Spielzeitnehmer ein Punktrichter (u. U. mit Assistenten), ein Video-Torrichter, der bei strittigen Entscheidungen zu Rate gezogen werden kann, zwei Strafbankbetreuer sowie zwei Torrichter, die unmittelbar hinter dem Tor sitzen und eine rote Lampe aktivieren, wenn der Puck die Torlinie vollständig überquert hat. Dabei entscheidet einer der Hauptschiedsrichter, ob der Treffer regulär erzielt wurde. Torrichter wurden in der DEL nur in Play-off-Spielen eingesetzt; seit der Saison 05/06 gibt es auch in den Play-offs keine Torrichter mehr und die Tätigkeit des Video-Torrichters wird vom Stand-By-Schiedsrichter übernommen.

## Spielregeln
Ein Eishockeyspiel dauert netto (effektive Spielzeit) 60 Minuten (3 Drittel mit je 20 Minuten). Da bei jeder Spielunterbrechung die Uhr angehalten wird, dauert ein Eishockeyspiel jedoch brutto meist erheblich länger, durchschnittlich zwischen 30 und 40 Minuten pro Drittel. Zwischen den Dritteln finden 15-, 18- oder 20-minütige Pausen statt. Daher dauert ein normales Eishockeyspiel insgesamt etwa zweieinhalb Stunden. Steht es nach regulärer Spieldauer unentschieden, wird das Spiel – falls im Regelwerk für die entsprechende Liga nicht eine andere Regelung getroffen ist – entweder in der Verlängerung (Sudden Death) oder im Penaltyschießen entschieden. Näheres hierzu unter Overtime.
Es ist zulässig, den Puck mit Hilfe des Schlittschuhs fortzubewegen, sofern nicht durch direktes Kicken ein Tor erzielt wird. Den Puck mit dem hohen Stock (Stock über „normaler“ Schulterhöhe) zu spielen, ist unzulässig – es ist aber erlaubt, den Puck mit der Hand zu stoppen. Handpässe und durch Handpässe erzielte Tore sind verboten. Ausnahme ist der Handpass im eigenen Verteidigungsdrittel. Hier darf auch mit der Hand ein Pass gegeben werden, solange der Puck auch im Verteidigungsdrittel angenommen wird.

## Begriffe

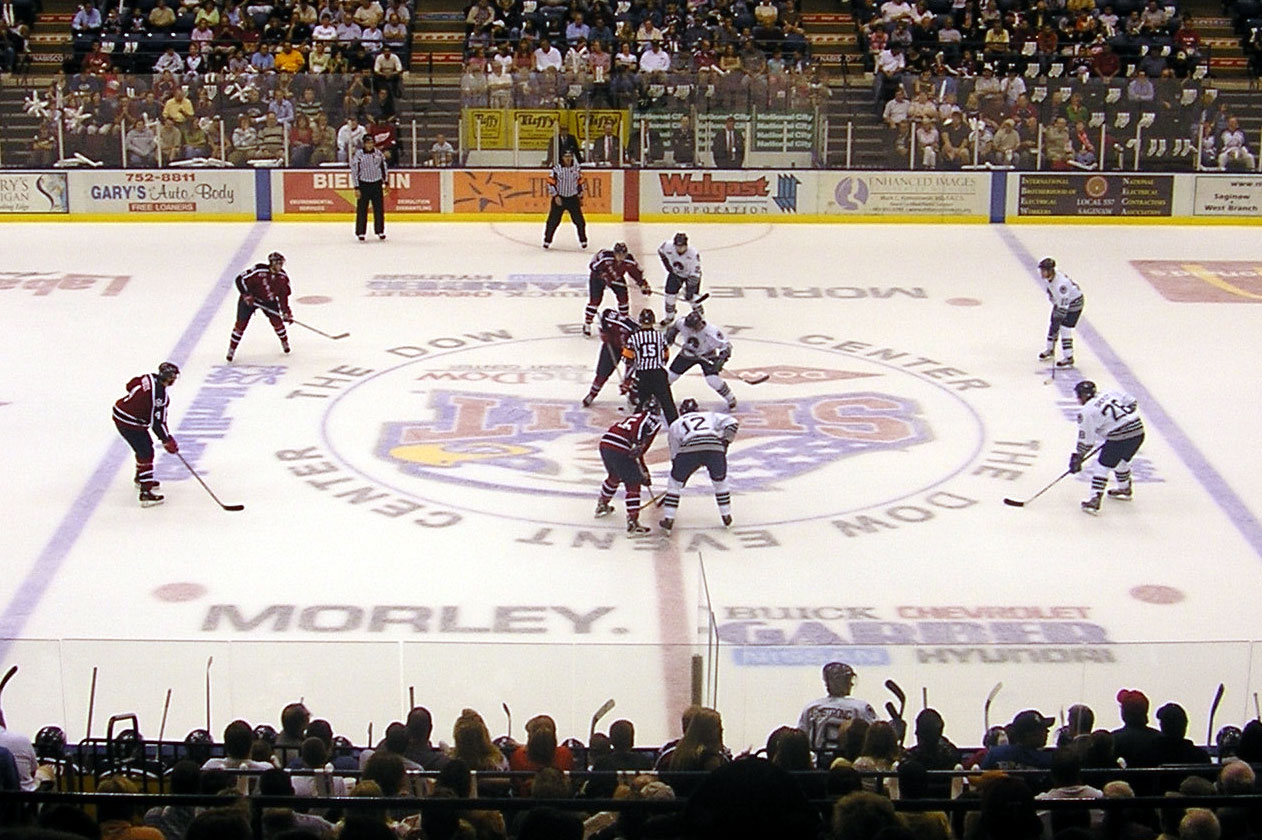
Aufstellung zum Bully bei Spielbeginn

- Bully (Face-Off): Wird das Spiel am Beginn eines Drittels oder nach einer Unterbrechung wieder angepfiffen, gibt es ein Bully. Dazu stehen sich zwei gegnerische Spieler an einem Bully-Punkt gegenüber, und der Puck wird von einem Linienrichter (Linesman) eingeworfen. Beide Spieler versuchen, den Puck in ihren Besitz zu bekommen.

- Abseits (Offside): Beim Spiel aufs gegnerische Tor muss der Puck als erstes oder gleichzeitig mit dem ersten angreifenden Spieler die blaue Linie zwischen neutraler Zone und Angriffszone überschreiten, d. h. zwischen puckführendem Spieler und gegnerischem Tor darf sich kein weiterer angreifender Spieler befinden. Das Abseits wird aufgehoben, wenn alle angreifenden Spieler das Angriffsdrittel verlassen, ohne den Puck berührt zu haben. Abseits wird von den Linienrichtern durch das Heben eines Armes angezeigt.

- Torraumabseits: Der Torraum ist halbkreisförmig um das Tor markiert. Erzielt ein Spieler ein Tor, während er oder ein anderer angreifender Spieler sich im Torraum aufhält, so ist das Tor ungültig, außer er wurde durch einen Gegenspieler in den Torraum gedrängt oder am Verlassen gehindert. Mit denselben Einschränkungen ist bereits das Aufhalten im Torraum für einen angreifenden Spieler verboten. Das Spiel wird unterbrochen und mit einem Bully außerhalb der Angriffszone fortgesetzt.

- Unerlaubter Weitschuss (Icing): Dies ist der Fall, wenn der Puck direkt oder indirekt (über die Bande) die rote Mittellinie und die gegnerische Torlinie überschreitet. Dann wird abgepfiffen und es gibt Bully in der gegenüberliegenden Endzone. Diese Regel findet bei Spiel in Unterzahl keine Anwendung. Außerdem wird auch nicht auf Icing entschieden, wenn ein verteidigender Spieler die Möglichkeit hat, selbst den Puck zu spielen oder durch den Torhüter vor der Linie (zur Spielbeschleunigung) gestoppt wird.(Siehe auch: Icing)

- Überzahl-Spiel (Power-Play): Wird gegen eine Mannschaft eine Bankstrafe ausgesprochen, so hat die bestrafte Mannschaft für die Zeit der Strafe einen Spieler weniger auf dem Eis. Die nicht bestrafte Mannschaft hat demnach eine 5:4–Überzahl, die bestrafte Mannschaft eine Unterzahl. Wird eine weitere Strafe gegen das reduzierte Team ausgesprochen, dann führt dies zu einer 5:3–Überzahl. Es können jedoch nicht weniger als 3 Feldspieler pro Mannschaft auf dem Eis sein, auch wenn mehr als 2 Strafen pro Mannschaft ausgesprochen werden. Die Strafen werden dann vom reduzierten Team nacheinander abgesessen.

- Überzahl-Tor (Power-Play-Tor): Erzielt eine Mannschaft in Überzahl ein Tor, so wird dieses als Überzahl-Tor bezeichnet. Die zuerst ausgesprochene kleine Strafe oder Bankstrafe wird aufgehoben und der Spieler darf wieder am Spiel teilnehmen.

- Unterzahl-Tor (Short-Hander): Gelingt einer Mannschaft in Unterzahl ein Tor, bezeichnet man dies als Short-Hander bzw. Shorthanded-Goal.

- Empty-Net-Goal: Schießt eine Mannschaft ein Tor, wenn die gegnerische Mannschaft ihren Torhüter gegen einen zusätzlichen Spieler ausgetauscht hat, so nennt man dies Empty-Net-Goal. Üblicherweise geschieht dies am Ende eines Spiels, wenn die zurückliegende Mannschaft den Torwart zu Gunsten eines weiteren Feldspielers wechselt, um die Chance auf ein ausgleichendes Tor zu erhöhen.

- Auszeit (Time-Out): Jede Mannschaft kann pro Spiel eine Auszeit von 30 Sekunden nehmen.

- Strafschuss (Penalty Shot): Hierbei darf sich der ausführende Spieler von der Mittellinie aus allein auf den Torhüter zubewegen und versuchen, ein Tor zu erzielen. Er darf sich dabei nicht rückwärts bewegen. Der Strafschuss endet nach dem ersten Schuss. Ein Nachschuss ist nicht erlaubt. Das Spiel wird mit einem Bully fortgesetzt. Während des Strafschusses läuft die Spielzeit nicht weiter.

## Strafen

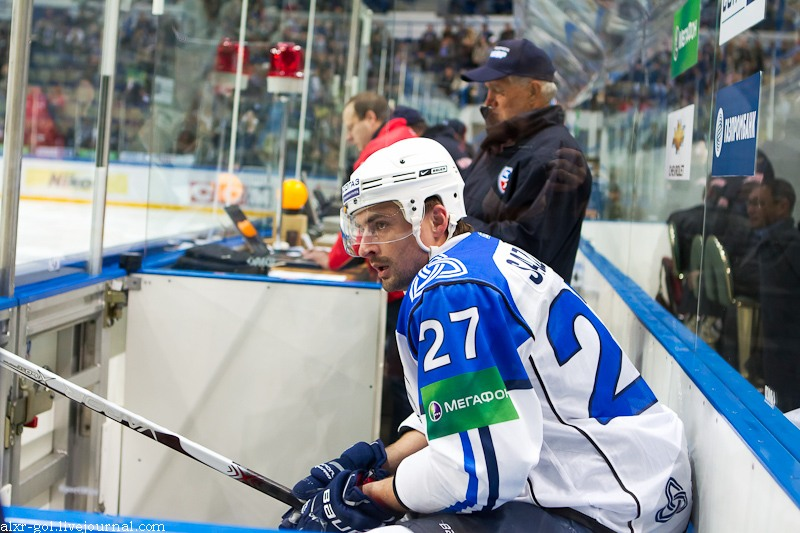
Ein Spieler (Alexander Sasonow) auf der Strafbank

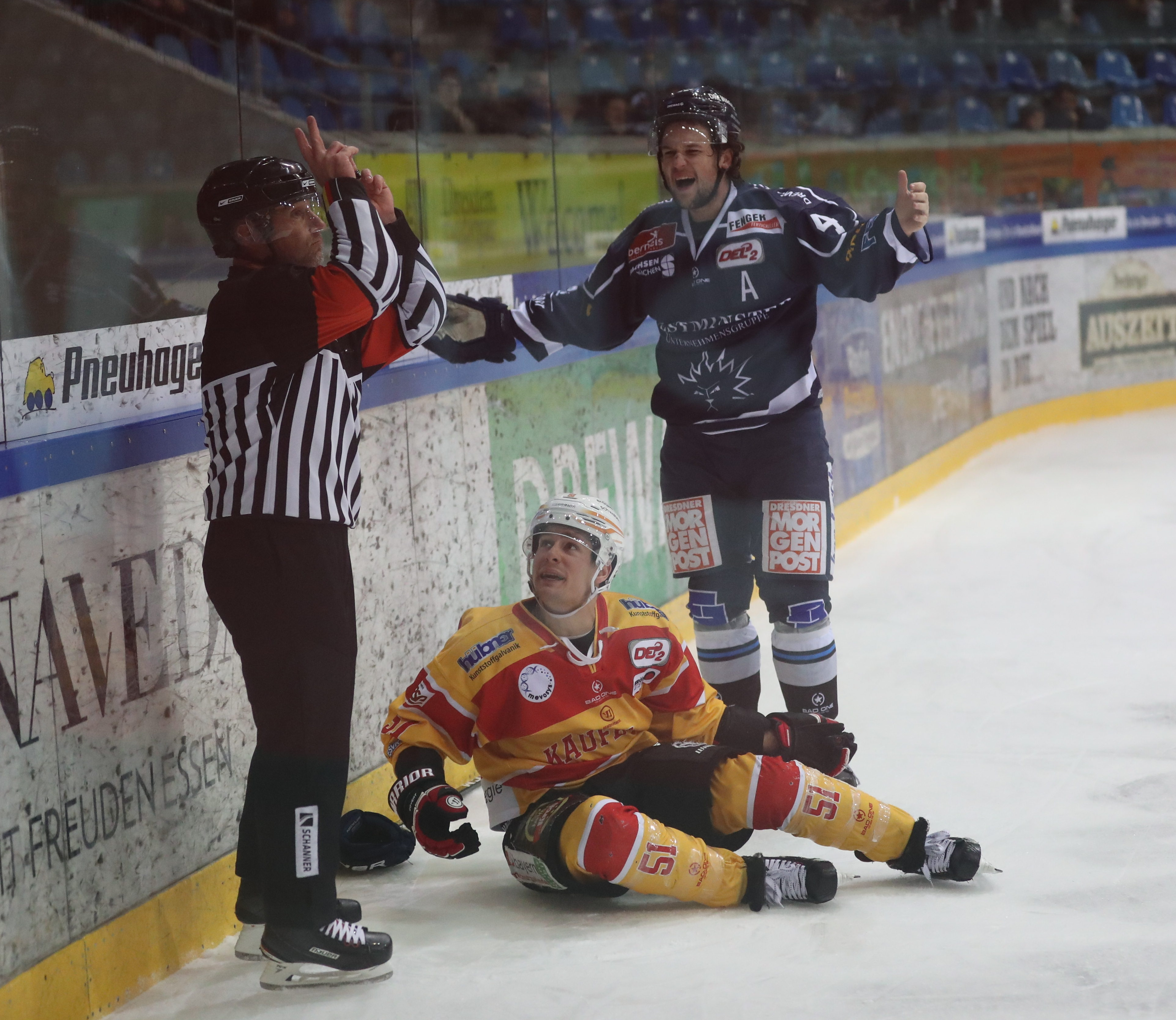
Zwei-Minuten-Strafe gegen Steve Hanusch

Strafen werden vom Schiedsrichter unter anderem für folgendes Verhalten ausgesprochen:
Behinderung (interference); Beinstellen (tripping); Hoher Stock (high-sticking); Haken (hooking); Angriff gegen das Knie (kneeing); Spielverzögerung (delay of game, zum Beispiel absichtliches Verschieben des Tores); unkorrekte Ausrüstung (zum Beispiel Spielen ohne Helm (nicht in der NHL) oder Spielen mit gebrochenem Stock); Stockschlag (slashing); Stockstich (spearing); Stockendstoß (butt-ending); Bandencheck (boarding); Cross-Check (auch Stock-Check); Check von hinten (checking from behind); Check gegen den Kopf (checking to the head); Ellbogencheck (elbowing); zu viele Spieler auf dem Eis (Wechselfehler / too many men on ice); Unsportliches Verhalten (zum Beispiel bei Schwalben, unsportsmanlike conduct); Übertriebene Härte (roughing); Unerlaubter Körperangriff (charging); Schiedsrichterkritik (misconduct); Halten (Holding). Bei den Frauen wird zudem für einen Bodycheck (illegal hit) eine kleine Strafe ausgesprochen.
Für jede Strafe gibt es ein spezielles Handzeichen, mit dem der Schiedsrichter die Strafe anzeigt. Die Höhe der Strafe liegt (innerhalb gewisser Rahmen) im Ermessen des Schiedsrichters. Sieht der Schiedsrichter ein Foul, zeigt er das durch Heben des Arms an, das Spiel läuft jedoch so lange weiter, bis die Mannschaft, gegen die die Strafe ausgesprochen wird, in Puck-Besitz gelangt. Erzielt die Mannschaft, gegen die das Foul begangen wurde, in dieser Phase ein Tor, ist die Strafe hinfällig.
Mögliche Strafen und Strafzeiten:
- kleine Strafe (2 min)
- kleine Bankstrafe (2 min gegen die Mannschaft)
- große Strafe (5 min + automatisch Spieldauer-Disziplinarstrafe + evtl. Spielsperre(n))
- Disziplinarstrafe (10 min)
- Spieldauer-Disziplinarstrafe (Restausschluss, Eintrag im Spielbericht: 20 min)
- Matchstrafe (5 min + Restausschluss + mindestens 1 Spielsperre, Eintrag im Spielbericht: 25 min)
- Strafschuss (Penalty)

Die kleine, große und Disziplinarstrafe wird von dem Spieler auf der Strafbank abgesessen, gegen den die Strafe ausgesprochen wurde. Somit entsteht meistens eine 5 gegen 4 Spielsituation (Power-Play). Disziplinar- und Matchstrafen werden meist in Kombination mit einer kleinen oder großen Strafe (zum Beispiel 2 min + 10 Disziplinarstrafe) ausgesprochen. In diesem Fall muss ein zweiter Spieler benannt werden, der die kleine oder große Strafe parallel absitzt. Ist diese Strafe abgelaufen, darf die Mannschaft am Eis wieder vollzählig spielen, muss aber auf den bestraften Spieler bis zum Ablauf der Disziplinarstrafe verzichten.
Gelingt der in Überzahl spielenden Mannschaft ein Tor, darf der Spieler (sofern er eine kleine Strafe verbüßt) sofort wieder auf das Eis. Auf große Strafen oder Disziplinarstrafen hat ein Tor keinen Einfluss. Sitzen zwei Spieler auf der Strafbank, darf derjenige, dessen Strafe die geringere Restzeit aufweist, wieder auf das Eis.
Die Strafen werden auf der Strafbank abgesessen (außer Penalty). Eine Ausnahme bildet der Torhüter: Er geht nie auf die Strafbank, sondern wird bei kleinen Strafen oder der ersten Disziplinarstrafe durch einen vom Kapitän respektive Coach oder Trainer zu bezeichnenden Spieler vertreten, der zur Zeit des Vergehens auf dem Eis war. Bei einer großen Strafe oder der zweiten Disziplinarstrafe wird der Torhüter umgehend vom Rest des Spiels ausgeschlossen.
Ein Spieler, der in einer laufenden Meisterschaft oder einem Turnier die zweite Spieldauer-Disziplinarstrafe bekommt, kann je nach Reglement für das nächste Meisterschafts- oder Turnierspiel gesperrt werden. Eine Matchstrafe zieht mindestens eine Sperre für das nächste Spiel nach sich, je nach Reglement und je nach Bewertung des Vergehens durch die zuständige Instanz kann die Sperre auch auf mehrere Spiele ausgedehnt werden.
Wird gegen beide Mannschaften gleichzeitig eine gleiche Anzahl von Strafen ausgesprochen, so müssen die betreffenden Spieler zwar die Strafe auf der Strafbank absitzen, die beiden Mannschaften bleiben aber am Feld in der gleichen Spielstärke wie vor den Vergehen. Einzige Ausnahme: Beide Mannschaften spielen in voller Stärke und beide Mannschaften erhalten genau je eine kleine Strafe – in diesem Fall wird mit vier gegen vier Feldspielern weitergespielt. Eine Mannschaft kann durch Strafen nie auf weniger als drei Feldspieler reduziert werden.
Im Falle der dritten Strafe (Drittel 1,2 oder 3), die zu einem Mann weniger am Eis führen würde, muss der betreffende Spieler zwar auf die Strafbank, die Strafzeit beginnt jedoch erst zu laufen, nachdem eine Strafzeit eines vorher bestraften Spielers abgelaufen ist (aufgeschobene Strafe).
Wird in einer Verlängerung (Overtime) nur mit 4 gegen 4 Spieler gespielt, dann tritt im Falle der zweiten Strafe, die zu einem Mann weniger am Eis führen würde, der bestrafte Spieler die Strafe nicht auf der Strafbank an. Da eine Mannschaft nie auf weniger als 3 Feldspieler reduziert werden darf, bringt die nicht bestrafte Mannschaft einen weiteren Spieler zum Einsatz – es geht mit 5 gegen 3 Spieler weiter. Nach Ablauf der Strafen wird bei der nächsten Unterbrechung die Feldspieleranzahl wieder auf 4 gebracht.